# تودي (طائر)
التودي أو التَوْدَس  (الاسم العلمي: Todus) (بالإنجليزية: Tody)‏ من الفصيلة التودية، وهي من طيور البحر الكاريبي من رتية الشقراقيات، التي تضم كل من الرفراف، الوروارية والشقراقية. ولا يوجد للفصيلة الا جنس واحد فقط التودي. وهي صغيرة وتعيش بالقرب من الغابات في جزر الأنتيل الكبرى: بورتوريكو، جامايكا، وكوبا.